# NGC 4627
NGC 4627 est une petite galaxie elliptique relativement rapprochée et située dans la constellation des Chiens de chasse. NGC 4627 a été découverte par l'astronome germano-britannique William Herschel en 1787.

## Description
La vitesse de NGC 4627 par rapport au fond diffus cosmologique est de 804 ± 24 km/s, ce qui correspond à une distance de Hubble de 11,87 ± 0,90 Mpc (∼38,7 millions d'al).
NGC 4627 a été utilisée par Gérard de Vaucouleurs comme une galaxie de type morphologique dE+5 pec dans son atlas des galaxies,.
À ce jour, deux mesures non basées sur le décalage vers le rouge (redshift) donnent une distance de 9,335 ± 0,064 Mpc (∼30,4 millions d'al), ce qui est à l'extérieur des valeurs de la distance de Hubble. Cette galaxie est relativement rapprochée du Groupe local et les mesures indépendantes sont souvent assez différentes des distances de Hubble pour les galaxies rapprochées en raison de leur mouvement propre dans le groupe où l'amas où elles sont situées. Notons que c'est avec la valeur moyenne des mesures indépendantes, lorsqu'elles existent, que la base de données NASA/IPAC calcule le diamètre d'une galaxie.

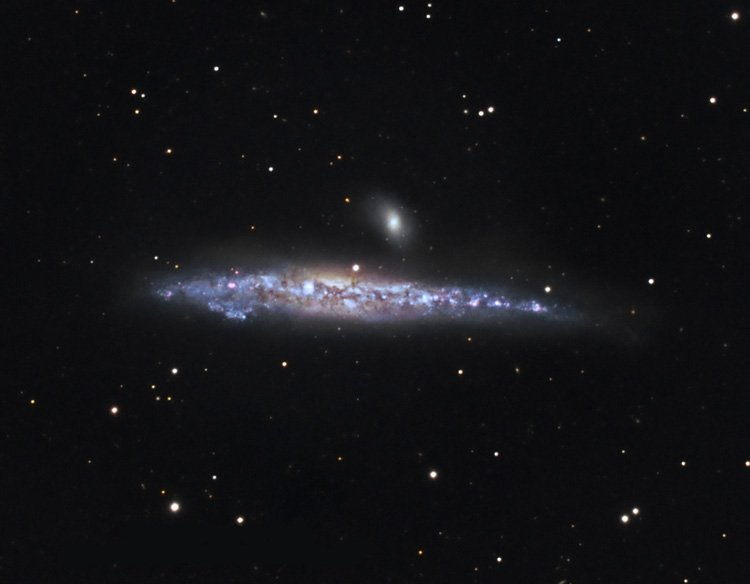
NGC 4627 par un astronome amateur. On voit assez bien sur cette image la queue de marée de NGC 4627 qui pointe en direction opposée de NGC 4631.
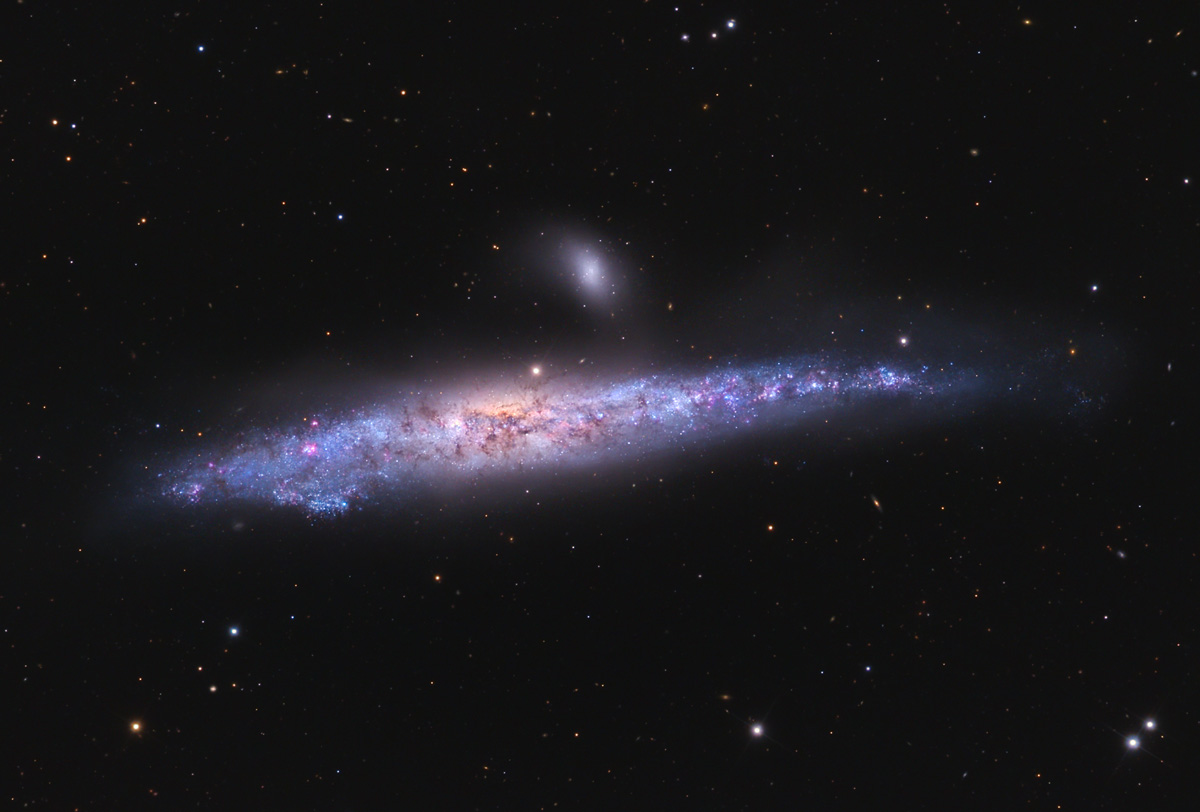
NGC 4627 par Adam Block (Observatoire du mont Lemmon/Université de l'Arizona).

## Trois galaxies en interaction
NGC 4627, NGC 4631 et NGC 4656 sont en interaction gravitationnelle entre elles,,,.
NGC 4627 et NGC 4631 figurent dans l'atlas des galaxies particulières de Halton Arp sous la cote Arp 281. Arp décrit NGC 4631 comme un exemple de galaxie ayant un compagnon présentant une queue de marée opposées. Selon E.L. Turner, les galaxies NGC 4627 et NGC 4531 forment une paire de galaxies rapprochées.

## Groupe de NGC 4631
Selon Abraham Mahtessian, NGC 4627 fait partie du groupe de NGC 4631 en compagnie des galaxies NGC 4395, NGC 4509, NGC 4631 et NGC 4656.
A.M. Garcia mentionne aussi ce groupe dans un article publié en 1993, mais il y figure 14 galaxies. NGC 4509 et NGC 4627 n'en font pas partie.
Comme on peut souvent le constater, les frontières entre les groupes sont quelque peu arbitraires et dépendent des critères de proximité employés par les auteurs.